# Silurus biwaensis
Espèce
Silurus biwaensis, le Silure géant du lac Biwa, est une espèce de poissons d'eau douce de la famille des Siluridae endémique du Japon.

## Répartition
Cette espèce est endémique du lac Biwa, au Japon. Midori Kobayakawa (d) indique que cette espèce est présente dans le bassin de ce lac, ce qui inclurait également ses affluents.

## Description
Silurus biwaensis a un corps cylindrique allongé et peut atteindre jusqu'à 1,18 m de longueur. Le haut de son corps est gris foncé à noir, tandis que le dessous est de couleur pâle et blanchâtre. C'est la plus grande espèce de Siluridae du Japon.
Cette espèce appartient au groupe du Silure glane et l'espèce qui lui est la plus proche est Silurus meridionalis.

## Systématique
- Nom scientifique valide : Silurus biwaensis (Tomoda, 1961)[1].

- Nom vernaculaire normalisé japonais : ビワオオナマズ (Biwa-ōnamazu?, « grand silure du lac Biwa »).

- Nom normalisé anglais : Biwa giant catfish.
- Noms vulgaires : Silure géant du lac Biwa[5], Silure du lac Biwa[6].

### Étymologie
Son épithète spécifique, composée de biwa et du suffixe latin -ensis, « qui vit dans, qui habite », lui a été donnée en référence au lac Biwa où cette espèce est endémique.

### Taxionomie
L'espèce a été initialement classée dans le genre Parasilurus sous le protonyme Parasilurus biwaensis Tomoda, 1961,.
Silurus biwaensis a pour synonymes :
- Parasilurus biawaensis (Tomoda, 1961)
- Parasilurus biwaensis Tomoda, 1961

## Publication originale
- (en) Yoshio Tomoda, « Two New Catfishes of the Genus Parasilurus found in Lake Biwa-ko », Memoirs of the College of Science, University of Kyoto, Series B, 京大, vol. 28, no 3,‎ 20 décembre 1961, p. 347-354 (ISSN 0368-8895, lire en ligne).